# Марцін Лєткі
Марцін Лєткі (пол. Marcin Letki; нар. 10 листопада 1976) — польський борець греко-римського стилю, срібний призер чемпіонату Європи.

## Життєпис
Боротьбою почав займатися з 1987 року. 
Виступав за борцівський клуб WKS Вроцлав. Тренер — Єжи Адамек.

## Спортивні результати на міжнародних змаганнях

### Виступи на Чемпіонатах світу
| Змагання                        | Збірна | Вагова категорія                 | Місце |
| ------------------------------- | ------ | -------------------------------- | ----- |
| Чемпіонат світу з боротьби 1998 | Польща | греко-римська боротьба, до 85 кг | 14    |
| Чемпіонат світу з боротьби 1999 | Польща | греко-римська боротьба, до 85 кг | 11    |
| Чемпіонат світу з боротьби 2001 | Польща | греко-римська боротьба, до 85 кг | 17    |

### Виступи на Чемпіонатах Європи
| Змагання                         | Збірна | Вагова категорія                 | Місце  |
| -------------------------------- | ------ | -------------------------------- | ------ |
| Чемпіонат Європи з боротьби 1999 | Польща | греко-римська боротьба, до 85 кг | 7      |
| Чемпіонат Європи з боротьби 2000 | Польща | греко-римська боротьба, до 85 кг | 7      |
| Чемпіонат Європи з боротьби 2001 | Польща | греко-римська боротьба, до 85 кг | Срібло |
| Чемпіонат Європи з боротьби 2002 | Польща | греко-римська боротьба, до 84 кг | 8      |
| Чемпіонат Європи з боротьби 2004 | Польща | греко-римська боротьба, до 84 кг | 6      |
| Чемпіонат Європи з боротьби 2005 | Польща | греко-римська боротьба, до 84 кг | 16     |

### Виступи на інших змаганнях
| Змагання                                                             | Збірна | Вагова категорія                 | Місце  |
| -------------------------------------------------------------------- | ------ | -------------------------------- | ------ |
| Ігри Балтійського моря 1997                                          | Польща | греко-римська боротьба, до 85 кг | Бронза |
| Тестовий турнір FILA 1998                                            | Польща | греко-римська боротьба, до 85 кг | Срібло |
| Тестовий турнір FILA 1998                                            | Польща | греко-римська боротьба, до 85 кг | 7      |
| Всесвітні ігри військовослужбовців 1999                              | Польща | греко-римська боротьба, до 85 кг | 9      |
| Олімпійський кваліфікаційний турнір з боротьби 2000 (Фаенца)         | Польща | греко-римська боротьба, до 85 кг | 18     |
| Олімпійський кваліфікаційний турнір з боротьби 2000 (Клермон-Ферран) | Польща | греко-римська боротьба, до 85 кг | 4      |
| Олімпійський кваліфікаційний турнір з боротьби 2000 (Ташкент)        | Польща | греко-римська боротьба, до 85 кг | 12     |

### Виступи на змаганнях молодших вікових груп
| Змагання                                     | Збірна | Вагова категорія                 | Місце |
| -------------------------------------------- | ------ | -------------------------------- | ----- |
| Чемпіонат світу з боротьби серед молоді 1995 | Польща | греко-римська боротьба, до 82 кг | 14    |